# Atacama (region)
27°22′00″S 70°19′56″V / 27.36667°S 70.33222°V
Atacama er en af Chiles femten regioner og har nummer III på den officielle liste. Den har et areal på 75.176 km² og består af tre provinser: Chañaral, Copiapó og Huasco. Den grænser mod nord op til Antofagasta, mod syd til Coquimbo, mod øst til provinserne Catamarca, La Rioja og San Juan i Argentina og mod vest til Stillehavet. Den regionale hovedstad er Copiapó, der ligger 806 km nord for landets hovedstad, Santiago.

## Demografi
Atacama er med 254.336 indbyggere (2002) den tredjemindst befolkede af Chiles regioner efter Aisén og Magallanes og Antártica Chilena. Heraf bor over halvdelen i de to byer Copiapó (125.983 indbyggere) og Vallenar (43.750). De øvrige større byer er Caldera (12.776), Chañaral (12.086), El Salvador (8.697), Tierra Amarilla (8.578) og Diego de Almagro (7.951). 
Man finder en større gruppe af oprindelige folk, mestizer og minebyer med forbindelse til Bolivia i regionen. I lighed med regionerne Antofagasto samt Arica og Parinacota stammer en stor del af befolkningen fra nybyggerprogrammer med udflytninger i slutningen af det 19. århundrede fra den centrale dal i landet.

## Historie
De oprindelige beboere i området, diaguitaerne, changoerne og inkaerne, satte pris på mineralrigdommene i området. Siden det 19. århundrede har jern, kobber, sølv og guld bragt velstand til området. 
Regionen oplevede et boom, da Chañarcillo-sølvforekomsterne blev opdaget i 1832. I mange år var det den tredjestørste sølvmine i verden. 

## Naturen
En stor del af regionen består af ørken og indeholder store mineralrigdomme. Der findes en række dyre- og plantearter i Atacama. En underart af lille nandu, punananduen (rhea pennata tarapeacensis) er en karakteristisk fugl i området og regnes for en truet art. Den faldende bestand af arten skyldes både forhistorisk og nyere jagt, men i endnu højere grad kultiveringen af landområderne til landbrug. 

## Økonomi
Minedrift udgør omkring 45% af regionens BNI og 90% af dens eksport. Geologiske undersøgelser har fundet yderligere forekomster. Jernminedriften er den mest dynamiske, og der findes flere mindre jernminer, som sælger deres forekomster til det nationale mineselskab. Regionens hovedforekomst af kobber findes i Candelaria, hvor der produceres omkring 200.000 tons pr. år; minen ejes af Phelps Dodge, et multinationalt selskab. Den næststørste findes ved El Salvador og ejes af Codelco; den producerer ca. 81.000 tons årligt. Begge disse miner udskiber deres produktion fra havnen i Chañaral. 
I de senere år er frisk frugt begyndt at få betydning som regionale eksportemner. Det er dalene ved Copiapó og Huasco, der på den måde har fået del i Chiles frugteventyr. Regionen har den fordel frem for områderne længere mod syd, at den med den kortere afstand til Ækvator har flere solskinstimer, hvorved frugten modner tidligere og dermed når markederne på den nordlige halvkugle før konkurrenterne mod syd. 
Druer er den vigtigste afgrøde, og i mindre omfang dyrkes der også oliven, tomater, peberfrugt, løg, bønner, citrusfrugter, nektariner, abrikoser, oregano og blomster.
Regionens organiske rigdomme, det rene vand og de afskærmede bugter samt befolkningens foretagsomhed har givet god udvikling i akvakultur. Kammuslinger, østers, abaloner, pighvarer, alger og forskellige muslinger giver gode indtægter sammen med fileterede fisk, røget og saltet fisk, rogn samt fiskeburgere.